# Historia del comunismo
La historia del comunismo está sumamente unida a un pensamiento que los filósofos alemanes
Karl Marx y Friedrich Engels desarrollaron en el siglo XIX. Estos vieron como el estado óptimo, la Socialización de los medios de producción, sólo después de que la humanidad fuese capaz de producir en exceso, la propiedad privada se desarrollaría de forma masiva y permanente. Sin embargo en Occidente, el comunismo era una idea de una sociedad basada en la propiedad común, idea que se remonta incluso desde la Antigüedad clásica. Su forma moderna como un movimiento político de masas surgió en Europa con el movimiento de los trabajadores durante la Revolución industrial.
En el siglo XIX el ascenso del comunismo fue una idea política  expresada por Marx, que desarrolló el Marxismo, y Friedrich Engels, que desarrolló la concepción moderna de comunismo como el resultado de una revolucionaria lucha de clases entre el proletariado y la burguesía.
La primera vez en donde un Partido Comunista logró obtener el poder fue en la Revolución rusa de 1917. El marxismo-leninismo surgió como la bandera principal del comunismo en la política mundial, de la mano de Lenin. Posteriormente surgieron otras corrientes comunistas como el Maoísmo, que acentúa el papel de la clase campesina como los agentes de revolución.

## De la Antigüedad alsigloXVIII: el pre-comunismo
Tal y como se entiende el término "comunismo", es una doctrina o conjunto de doctrinas materialistas propias de la época moderna. Sin embargo, siguiendo la concepción naturalista sobre el comunismo de Marx, se ha querido ver en diversos periodos y sociedades un asomo de ese comunismo esencial cuando se describen grupos humanos que practicaban formas de redistribución de la riqueza, propiedad colectiva o mandato popular. Estos principios de organización social, no obstante, han tenido orígenes y formulaciones diversos, incluso irreconciliables con el marxismo en su base teórica.

### El comunismo de Platón
Una de las primeras descripciones del protocomunismo se encuentra en un diálogo de La República de Platón.
Lo que se llamó el comunismo platónico supone si no la supresión por lo menos la limitación drástica de la familia con la educación colectiva de los niños, así como la sumisión de toda propiedad privada a la propiedad de la ciudad. El error de Platón, según Aristóteles, es querer unificar al exceso la ciudad, suprimiendo todo lo que separa a los individuos para acabar en una unión de fusión, como el que desean los amantes en el discurso de Aristófanes. Esto sería desconocer que la enemistad se funda sobre una irreductible alteridad. Platón piensa teóricamente el comunismo esencialmente para la clase dirigente de la sociedad, esto sería con el fin de terminar con la corrupción que era acostumbrada en todo gobierno. En resumen Platón buscaba acabar con toda corrupción en el estado a través de su ideología.

### Comunismo cristiano
Los primeros cristianos practican la postura de comunidad de bienes, algo que ni recomienda ni condena el Nuevo Testamento. Tertuliano la recomienda pero San Agustín la condena por ser discordante con el dogma (el pecado original la hizo imposible) y Santo Tomás de Aquino por ser discordante con la razón (el individuo propietario es más responsable y administra mejor).
La comunidad es el eje central del cristianismo, por lo que todos los creyentes cristianos tienen como objetivo la constitución de la comunidad de personas y también de bienes, aunque quizás con un tono menos materialista, sino más humano que el comunismo de Marx.

Todos los creyentes son unidos y ponen en común todo lo que tienen. Venden sus propiedades y sus objetos valiosos, compartiendo todos ellos su dinero, y cada uno recibe lo que es necesario para él. Cada día, de un solo corazón, se reúnen escrupulosamente en el templo. Comparten el pan en sus casas, comen su alimento con alegría y con un corazón simple.

“Y cada uno recibe lo que es necesario para él” se destaca pues Marx propone en efecto que una sociedad comunista sea una sociedad cuyo principio fundamental pasará “de cada uno según sus capacidades” a “cada uno según sus necesidades”.

Nadie dice: “¡esto, me pertenece!”, pero ponen todo en común. (...) entre ellos, a nadie le falta nada. En efecto, todos los que tienen campos o casas les venden, aportan el dinero de lo que vendieron y se lo dan a los apóstoles. Luego, distribuimos el dinero, y cada uno recibe lo que es necesario para él. Hay así un cierto José, un lévita nacido en Chipre. Los apóstoles le llaman Barnabas, lo que quiere decir "el hombre que anima". Tiene un campo, lo vende, aporta el dinero y se lo da a los apóstoles.

Una diferencia importante entre las proposiciones cristianas y las marxistas consiste en el fundamento idealista y religioso individual de las virtudes practicadas por los miembros de la sociedad. Donde el marxismo propone el rediseño del sistema socioeconómico para producir cambios en la ética social en el camino a la sociedad comunista ideal, el cristianismo pone como inicio la conversión individual a unos ideales que producen, como consecuencia, una sociedad justa. La Iglesia Católica dejó escrita desde mediados del siglo XIX su doctrina social como respuesta al auge de las ideas socialistas, reconociendo en ello un modelo social implícito en las enseñanzas cristianas.
Algunos cristianos católicos se asociarán con el marxismo, por ejemplo a través de la teología de la liberación pensamiento que en gran parte es aceptado por la Iglesia Católica, aunque condenando aspectos de su origen marxista.
Varias corrientes espirituales surgidas durante la reforma protestante encontraron gran parte de su apoyo en las bases campesinas, dando lugar a revueltas antimobiliarias como la guerra de los campesinos alemanes. El anabaptismo encontró gran apoyo en las clases humildes proponiendo una nueva sociedad más justa y menos clasista, basándose en las enseñanzas bíblicas.
En el siglo XVI, el político, filósofo y escritor inglés Santo Tomás Moro ideó una sociedad basada en la propiedad común y los valores cristianos en su tratado Utopía, cuyos líderes la administran con el uso de la razón.

### Otros "comunistas" anteriores a Marx
Críticos de la idea de propiedad privada fueron algunos filósofos ilustrados del siglo XVIII, tales como Jean Jacques Rousseau. Convertido al calvinismo, Rousseau estaba bajo la influencia del movimiento jansenista dentro de la Iglesia Católica. El movimiento jansenista fue originado por los obispos católicos más ortodoxos, que trataron de reformar la Iglesia en el siglo XVII para detener la secularización y el protestantismo. Uno de los objetivos jansenistas principales era la democratización para detener la creciente corrupción aristocrática en lo alto de la jerarquía de la Iglesia. Socialistas utópicos como Robert Owen también a veces fueron considerados como comunistas.
Maximilien Robespierre y su reinado de terror, apuntado a la exterminación de la nobleza y conservadores, fue tremendamente admirado entre los comunistas. Robespierre fue en su momento un gran admirador de Rousseau.
Las Cocteleras del siglo XVIII practicaron el comunalismo como una especie de comunismo religioso.
Algunos creen que sociedades tempranas parecidas a la comunista también existieron fuera de Europa, con un ejemplo notable en el Imperio incaico, cuya base organizativa, el ayllu, consistía en la propiedad comunal y distribución ponderada del uso de la tierra. Las corrientes indigenistas, influidas por el pensamiento marxista, ven un protocomunismo en esta sociedad y en otras formas de organización tribal precolombinas. Algunas tribus en Norteamérica y Sudamérica continúan con este sistema hoy día.
Karl Marx vio el comunismo como el estado original de humanidad de la cual esta surgió, por la sociedad clásica, y luego el feudalismo, hasta el estado corriente del capitalismo. Él propuso que el siguiente paso de la evolución social sería inevitablemente una vuelta al comunismo. Cuando la Revolución industrial avanzó, los socialistas críticos culparon el capitalismo de crear una clase de trabajadores urbanos pobres de fábrica que trabajan en inhumanas condiciones para contribuir exclusivamente a aumentar la brecha existente, haciendo a los ricos más ricos y a los pobres aún más pobres.

## Marx, Engels y el Manifiesto Comunista

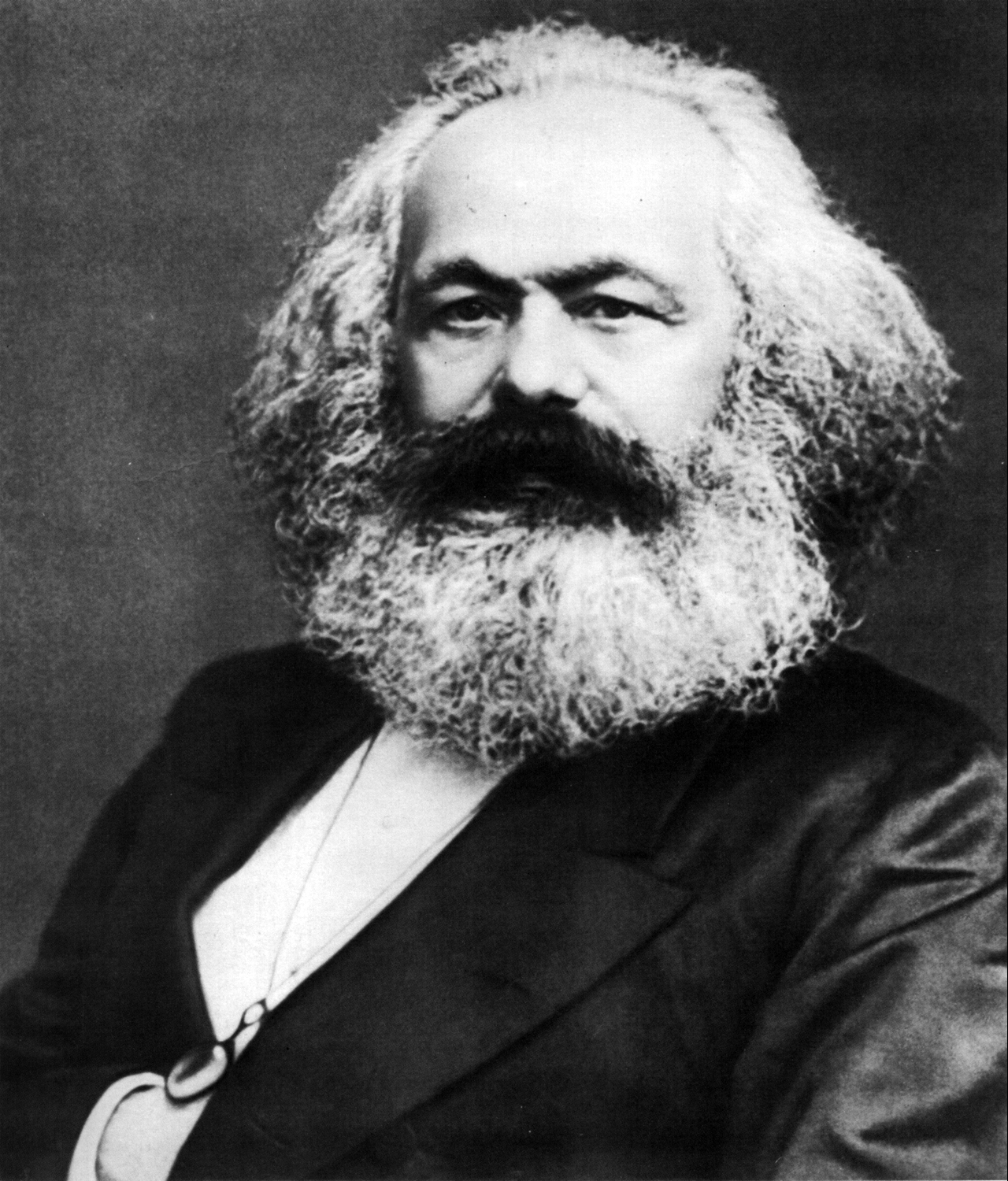
Karl Marx, el padre del comunismo moderno

Aunque Marx tratara muchísimos temas, su amplia fama deriva de su análisis de historia en términos de lucha de clases, resumida en la famosa introducción al Manifiesto Comunista:

“La historia de toda la sociedad hasta ahora existente es la historia de lucha de clases”

El Manifiesto Comunista, también conocido como el Manifiesto del Partido Comunista, publicado el 21 de febrero de 1848 es uno de los tratados políticos más influyentes en la historia del mundo. Comisionado por la Liga Comunista y escrito por Karl Marx y Friedrich Engels, este presentó los objetivos de la Liga y el programa. El Manifiesto aconsejó un curso de acción para una revolución proletaria dispuesta a derrocar el capitalismo y, eventualmente, construir una sociedad sin clases. La introducción del texto comenzaba con un llamado a las armas:

Un espectro recorre Europa - el espectro del comunismo. Todos los viejos poderes de Europa han establecido una alianza santa para exorcizar este espectro: el Papa y el Zar, Metternich y Guizot, Radicales franceses y espías de policía alemanes.

¿Dónde está el partido en la oposición que no ha sido censurado como comunista por sus opositores en el poder? ¿Dónde está la oposición que no tiene el reproche de estar marcada de comunista, contra los partidos de oposición más avanzados, así como contra sus adversarios reaccionarios?

El programa descrito en el Manifiesto es el llamado socialismo o comunismo. La política incluía la abolición de la hacienda y el derecho a la herencia, el impuesto sobre ingresos progresivos, y la nacionalización de los medios de producción y el transporte. Esta política, que sería puesta en práctica por un gobierno revolucionario (la dictadura del proletariado), sería (como creían los autores) un precursor a la sociedad apátrida y sin clases. El término "comunismo" también es usado para referirse a las creencias y las prácticas del Partido Comunista, incluyendo el de la Unión Soviética, que se diferenció considerablemente del concepto de Engels y Marx.
Este al concepto de la transición del socialismo al comunismo que muchos críticos del Manifiesto, en particular durante y después de la era soviética, han apuntado. Anarquistas, liberales y conservadores se preguntaron cómo una organización como el estado revolucionario podría alguna vez autodesintegrarse. Tanto los acuerdos tradicionales de la atracción del poder político como las teorías más recientes del comportamiento de la organización sugieren en cambio que un grupo asentado en el poder político tenderá a conservar su privilegio antes que permitirse autodesintegrarse, incluso si se dan aquel privilegio en nombre de la revolución y del establecimiento de la igualdad:

Cuando, en el curso del desarrollo, las distinciones sociales han desaparecido, y toda la producción ha sido concentrada en las manos de una asociación enorme de la nación entera, el poder público perderá su carácter político. El poder político, correctamente supuesto, es simplemente el poder organizado de una clase para oprimir a otra. Si obligan al proletariado durante su competición con la burguesía, por la fuerza de las circunstancias, a organizarse como una clase; si, mediante una revolución, ella se hace la clase dirigente, y, como tal, barre por la fuerza las viejas condiciones de producción, entonces esto, con estas condiciones, habrá barrido las condiciones para la existencia de antagonismos de clase y de clases generalmente, y así habrá suprimido su propia supremacía como una clase.

Las famosas últimas líneas del Manifiesto Comunista son a su vez el llamado a generar las condiciones para crear una nueva sociedad sobre la base de quienes no tienen nada que perder: Los trabajadores del mundo.

Los Comunistas no se dignan a ocultar sus opiniones y objetivos. Ellos abiertamente declaran que sus fines pueden ser logrados sólo por el derrocamiento total de todas las condiciones sociales existentes. Dejen a las clases dirigentes temblar en una revolución comunista. Los proletarios no tienen nada para perder, salvo sus cadenas. Ellos tienen un mundo para ganar.
¡Trabajadores del mundo, uníos!

## La Revolución de Octubre
La Revolución de octubre de 1917 ocurrió tres semanas antes de la celebración de las elecciones democráticas en Rusia. Vladimir Lenin, líder del Partido Bolchevique, al llegar al poder, creó la Cheka que fusiló en los primeros 50 días de gobierno comunista a más de 50.000 rusos[cita requerida]. Posteriormente, se pudo saber que las elecciones daban como perdedor al partido Bolchevique, así pues, surgió la primera gran iniciativa que intentó poner las ideas marxistas sobre un estado de los trabajadores en la práctica. Desde el principio, el nuevo gobierno tuvo que enfrentarse a numerosas manifestaciones, principalmente de Revolucionarios Sociales y Mencheviques. Las cuales fueron declaradas ilegales y en las que murieron miles de personas, ya que se autorizaba el uso de munición de guerra contra los manifestantes. Lenin y su partido comenzaron a centralizar el control de Rusia, pero Lenin siempre le aseguraba a la gente que aquello era necesario para la transición de una economía capitalista al comunismo. Lenin previó que después de la Revolución de octubre, otros países en Europa tendrían revoluciones similares, pero las revoluciones en Alemania, Hungría y Finlandia fueron aplastadas. El gobierno de Lenin, durante los últimos años de su vida, ocurrió en medio de la guerra civil. La práctica política de los comunistas durante este período se ha hecho conocida como el Comunismo de guerra. Antes de su muerte en 1924, Lenin escribió un último testamento, con consejos para su sucesor. Lenin quiso un mando cooperativo, pero Stalin, a quién Lenin describió como "demasiado rudo", gradualmente fue asumiendo el control hasta centralizar el poder político alrededor de su propia persona. Tras el fin de la guerra civil el poder bolchevique se consolidó en la nueva Rusia refundada como Unión de Repúblicas Socialistas Soviéticas.

## Internacional Comunista (Komintern)
En marzo de 1919 la Internacional Comunista (abreviada como Komintern, según su nombre en ruso, comúnmente conocida como la "Tercera Internacional") fue fundada. La fuerza principal de la nueva internacional eran los Bolcheviques rusos, a diferencia de las primeras internacionales en donde sus miembros eran más o menos heterogéneos. En gran parte esto ocurrió debido a la disidencia de izquierdistas de los principales partidos europeos Socialdemócratas. El Komintern intentó entonces organizarse como un partido mundial promotor de la revolución socialista. Los comités nacionales fueron instruidos para reconstruirse siguiendo los principios Leninistas. Para mantener a sus socios, el comité impuso 21 condiciones, entre ellas, cada comité nacional tuvo que tomar el nombre el Partido Comunista.
La oficina central de Komintern estaba instalada en Moscú. La Internacional llevó a cabo un plan activo para construir nuevos comités en el mundo entero. Al principio la internacional estaba principalmente establecida en Europa, pero gradualmente secciones no europeas se fueron desarrollando. Después del partido ruso, el principal partido era el Partido Comunista de Alemania.

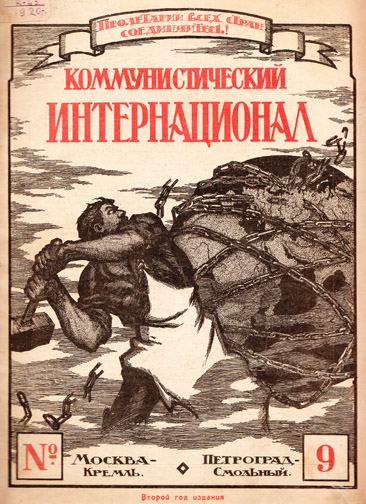
La revista de la Internacional Comunista fue publicada en gran variedad de lenguas europeas entre 1919 y 1943.

Durante el período del Komintern, en el cual el movimiento comunista moderno tomó forma, hubo intensos conflictos sobre el mando y la dirección del movimiento. Después de la muerte de Lenin, Stalin comenzó a purgar a sus opositores. Más o menos, había dos agrupaciones disidentes principales: La Oposición de izquierdas, conducida por León Trotski, y otra oposición dentro del Bolchevismo, conducida por Nikolái Bujarin. Los desacuerdos dentro del partido soviético eran provocadas por escisiones en varias secciones del Komintern. A menudo las escisiones eran provocadas por expulsiones de opositores potenciales o reales al mando de Stalin.
Durante la última parte de los años 1920 el Komintern adoptó una línea en donde denominó a los Socialdemócratas como Fascistas Sociales. La tarea de las secciones del Komintern era de combatir la influencia de los Social Demócratas entre la clase obrera. La cooperación con la Socialdemocracia categóricamente fue excluida.
Sin embargo, después del ascenso del Fascismo en Europa, esta política fue invertida. El 7.º congreso del Komintern adoptó la línea de Frente Popular (que en algunos países como Francia, España y Chile logró el poder en forma exitosa). Impulsaron a los comunistas a construir alianzas democráticas, incluyendo a los Socialdemócratas y otros partidos burgueses, para luchar contra el Fascismo. Durante la Segunda Guerra Mundial, algunos partidos comunistas participaron en actividades de restistencia contra el Eje.
El cambiado guion político de la guerra claramente cambió las condiciones de trabajo de los partidos comunistas. Como un gesto de buena voluntad hacia sus aliados Occidentales, Stalin disolvió en 1943 el Komintern.

### Comunismo europeo durante la época del Komintern
La mayor parte de los asistentes al primer congreso del Komintern eran provenientes de Europa. En gran parte, la nueva internacional tenía sus raíces en la oposición de izquierda dentro de la Socialdemocracia europea. En varios casos, hendiduras con el movimiento obrero precedieron la Revolución de octubre. En Holanda, el Partido Social Demócrata se formó en 1909, cuando los sectores izquierdistas se separaron del Partido Socialdemócrata Laborista. En Alemania, los revolucionarios formaron la Liga Espartaquista en 1914. En Suecia la hendidura ocurrió en la primavera de 1917, con la formación del Partido Social Democrático de Izquierda.
En otros casos, los Partidos Comunistas nacieron como grupos que abandonaron la Socialdemocracia después de la Revolución de octubre. En 1918 revolucionarios finlandeses, en el exilio en Moscú después de la derrota de los comunistas en la guerra civil finlandesa, fundaron el Partido Comunista de Finlandia. El 3 de noviembre el mismo año, el Partido Comunista de Austria fue fundado. Los comunistas austriacos intentaron organizar una república soviética, pero la revolución no se extendió fuera de los principales centros industriales. Pocas semanas más tarde el Partido Comunista Húngaro fue fundado. Bajo el mando de Béla Kun, los comunistas húngaros condujeron una rebelión y fundaron una república soviética. La república fue aplastada por la intervención de los militares rumanos.
En diciembre de 1918, la Socialdemocracia del Reino de Polonia y Lituania y la izquierda del Partido Socialista Polaco se combinaron para formar el Partido Comunista de los Trabajadores de Polonia. Otro partido se formó en 1918 bajo el nombre de Partido Comunista de Lituania.
Todos estos grupos unieron al Komintern en su fundación en 1919 y se convirtieron en los Partidos Comunistas de sus respectivos países. Un caso notable es el del Partido Laborista noruego (el ADN) que había sido fundado en 1887. El partido, bajo el mando de Martin Tranmæl, era uno de los partidos fundadores del Komintern. Hacia 1920 este había excluido la mayor parte de las 21 tesis de Komintern. La adaptación al Komintern causó la división, pues los elementos moderados formaron el Partido Laborista Social Democrático de Noruega en 1921. Pero al final Tranmæl y el Komintern separarían caminos. En 1923 el partido fue expulsado del internacional, y el Partido Comunista de Noruega fue formado por personeros leales al Komintern. Sin embargo hay que mencionar que el ADN permaneció comprometido con el comunismo revolucionario incluso unos años después de su expulsión, y se esforzó en mantener relaciones cordiales con la Internacional.
Poco después de la fundación del Komintern, variados grupos socialistas de todas partes de Yugoslavia se unieron para formar el Partido Socialista de Trabajadores de Yugoslavia.
En 1920, el Partido Socialista de Trabajadores de Grecia (SEKE) decidió unirse al Komintern. La Sección Francesa de la Internacional Obrera (SFIO) se dividió, formando los elementos revolucionarios la Sección Francesa de la Internacional Comunista. Los comunistas fueron capaces de atraer una mayor cantidad de los socios de la SFIO, y llevaron a cabo la publicación del diario del partido: L'Humanité. El Partido Comunista de Gran Bretaña, también se formó en 1920, sin embargo no se erigió sobre la división del Partido Laborista, sino por la fusión de pequeños grupos de izquierda.
El 16 de mayo, el Partido Comunista de Checoslovaquia fue fundado. En septiembre el mismo año se fundó el Partido Comunista de Bélgica.
En enero de 1921, Amadeo Bordiga y Antonio Gramsci condujeron el comunsti puri a la sección del Partido Socialista Italiano para formar el Partido Comunista Italiano. El 6 de marzo de 1921, el Partido Comunista Portugués fue fundado. El PCP tenía un fondo algo diferente a los otros partidos comunistas europeos, pues ha desarrollado más el movimiento anarco-sindicalista en lugar de la socialdemocracia. El 14 de noviembre de 1921 se fundó el Partido Comunista de España, tras la fusión del Partido Comunista Español (que se desarrolló fuera de la Juventud Socialista) y el Partido Comunista Obrero Español (formado por la facción pro-Komintern de PSOE).
Sin embargo, hacia fines de los años 1920 el Komintern afrontó varios problemas. El aumento del ardor revolucionario sobre el continente europeo ya había acabado. Los Partidos comunistas fueron establecidos en la mayor parte de países, pero en la mayoría de los casos los comunistas no jugaron el papel principal en el movimiento obrero. Las divisiones socavaron el Komintern, pues los grupos considerados como desleales al mando Komintern fueron expulsados. En 1929, Nikolái Bujarin fue purgado y posteriormente la purga fue realizada en las secciones Komintern. El 28 de diciembre las tendencias oposicionistas dentro del Partido Comunista de Alemania habían desembocado en un partido separado, el Partido Comunista de Oposición. En 1929 la parte principal del Partido Comunista de Suecia, incluyendo la mayor parte del mando de partido y todos los parlamentarios, fue expulsada. Los expulsados formaron un partido comunista paralelo, desarrollado en el seno del Partido Socialista. El año siguiente, la Federación Comunista Catalana-Balear se separó del Partido Comunista de España. En Francia, los elementos purgados participaron en la formación del Partido de Unidad Proletaria.
El Partido Comunista de Islandia fue formado en 1930, pero los comunistas habían sido políticamente activos allí desde principios de los años 1920.
La extensión del Fascismo planteó un desafío grave al movimiento comunista. En 1926 el Partido Comunista Italiano había sido prohibido por Mussolini. Después de la entrada en funciones de Hitler en Alemania, el Partido Comunista de Alemania fue prohibido. Cuando la Internacional convocó su 7.º congreso en 1935, decidió volver a su antigua política de cooperación con los Socialdemócratas. Por la iniciativa de los partidos comunistas se crearon Frentes Populares en varios países. El Frente Popular ganó elecciones en Francia y España. En Francia los comunistas no tuvieron, sin embargo, gran cantidad de cupos ministeriales.
Como la guerra civil española estalló, los partidos comunistas movilizaron su apoyo a la República Española. Un fuerte contingente militar de 40.000 efectivos, las Brigadas Internacionales, fue formado con el apoyo activo del Komintern.
Durante la Segunda Guerra Mundial, los comunistas movilizaron actividades de resistencia en territorios ocupados por el Eje. Unidades conducidas por guerrilleros comunistas estaban activas en Italia, Francia, Grecia, Yugoslavia y Albania. En otros sitios, los comunistas organizaron actividades de sabotaje.

### Comunismo latinoamericano durante la época del Komintern
El primer partido comunista latinoamericano fue el Partido Comunista Mexicano. Había sido fundado como el Partido Socialista Obrero en 1911, pero cambió su nombre a Partido Comunista en 1919. El revolucionario indio Manabendra Nath Roy contribuyó decisivamente a la unión del partido mexicano con el Komintern. De la misma manera el Partido Obrero Socialista de Chile fue fundado en 1912, cambiando su nombre a Partido Comunista cuando se unió al Komintern en 1922.
El Partido Comunista de Argentina fue fundado en 1918.
El Partido Comunista de Uruguay fue fundado el 21 de septiembre de 1921.
El Partido Comunista de Guatemala fue fundado en 1922.
El 22 de marzo de 1921 el Partido Comunista Brasileño fue fundado por la fusión de varios grupos locales.
En Ecuador, el Partido Socialista fue fundado en 1926. Posteriormente se escindiría y se fundaría el Partido Comunista de Ecuador.
En 1928 José Carlos Mariátegui fundó el Partido Socialista de Perú, que dos años más tarde se haría el Partido Comunista.
El Partido Comunista de El Salvador fundado el 30 de marzo de 1930 teniendo entre sus miembros más conocidos a Agustín Farabundo Martí.
El Partido Comunista de Costa Rica fue fundado en 1931.
El Partido Comunista de Venezuela fue fundado por Juan Bautista Fuenmayor el 5 de marzo de 1931.
El Partido Comunista de Puerto Rico fue fundado en 1934.

### Comunismo africano durante la época del Komintern
La única sección que el Komintern tenía en África subsahariana era el Partido Comunista de Sudáfrica. El partido fue formado en 1921, por la fusión de varios grupos comunistas y socialistas locales. El CPSA ganó prominencia durante la Rebelión de Rand, armada por mineros blancos en 1922. El predominio de la minoría blanca del partido preocupó al Komintern, que obligó al CPSA para adoptar la tesis de “Una República Natal”, implicando la tesis que Sudáfrica pertenecía a su población original negra. Después de la adopción por el Komintern de la Línea de combate Popular, el partido comenzó la cooperación con el Congreso Nacional Africano.
El Partido Comunista Francés realmente tenía una célula en Senegal, conducida por Roger Roche. El grupo no se amplió en lo más mínimo entre la población africana y por ello fue disuelto. Sin embargo esta célula participó en la formación del comité senegalés del Frente Popular.

### Comunismo oceánico durante la época del Komintern
La Asociación Marxista de Nueva Zelanda fue formada en 1918. En marzo de 1921, una unión de agrupaciones dio origen al Partido Comunista de Nueva Zelanda. El partido inició su trabajo al interior de los sindicatos, pero nunca dejó de ser una fuerza menor en la política de Nueva Zelanda.
El Partido Comunista de Australia fue fundado en Sídney el 30 de octubre de 1920 por un grupo de socialistas inspirados por los informes de la Revolución rusa. Entre los fundadores del partido se encontraban prominentes unionistas del comercio de Sídney, como Jock Garden, Adela Pankhurst (la hija de la sufragista británica Emmeline Pankhurst) y la mayor parte de la entonces ilegal Sección Australiana de Obreros Industriales del Mundo (IWW). El IWW pronto rompió relaciones con el Partido Comunista, debido a desacuerdos con la dirección de la Unión Soviética y del bolchevismo. En sus primeros años, el partido alcanzó alguna influencia en el movimiento sindical en Nueva Gales del Sur, pero a mediados de los años 1920 el partido había disminuido. El partido fue reconstruido por Jack Kavanagh y Esmonde Higgins. Sin embargo debido a la purga mundial de los mandos de los partidos nacionales hecha por el Komintern, fue expulsada por la Internacional.

## La era de la posguerra

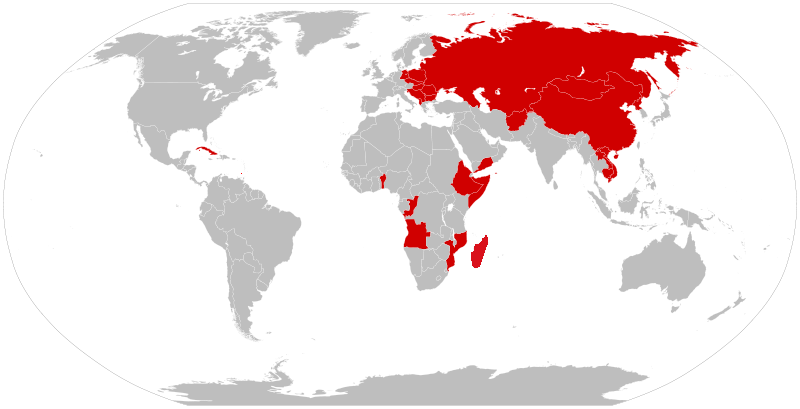
Estados socialistas en 1979.

Después del final de la Segunda Guerra Mundial, el movimiento comunista mundial afrontó un nuevo libreto. Su cuerpo centralizado de organización, el Komintern, había sido disuelto y las secciones respectivas eran ahora entidades independientes. El Kominform, la Oficina de Información Comunista, fue fundado como un substituto de la disuelta internacional.
Las relaciones exteriores de la Unión Soviética habían cambiado bastante. De ser un paria internacional, la Unión Soviética ahora fue acreditada tras haber derrotado a Alemania. Se hacía patente así un riesgo evidente si es que se pensaba realizar acción militar directa de Occidente contra la Unión Soviética. De manera informal, los estados Occidentales reconocieron el predominio de la Unión Soviética en sus países vecinos mientras la Unión Soviética no animó activamente la revolución en los países capitalistas, que liderados por los Estados Unidos, se oponían a la expansión del comunismo a escala global. Se iniciaba así un periodo de distanciamiento entre las potencias conocido como guerra fría.
La victoria sobre el fascismo contribuyó a una oleada global de popularidad de los partidos comunistas, sobre todo en Europa. En varios países esta popularidad redundó en el progreso electoral. Envalentonado por el potencial de alcanzar la influencia por el trabajo de parlamentario así como la nueva política soviética de Coexistencia Pacífica, la línea política del movimiento comunista cambió.
Notable para la era inmediata de la postguerra fue la formación de organizaciones internacionales que se vincularon al movimiento comunista, como la Federación Sindical Mundial, la Federación Mundial de la Juventud Democrática, entre otras organizaciones.

### Comunismo en Europa Oriental durante la era de posguerra
Hacia fines de la Segunda Guerra Mundial, una robusta presencia militar soviética cubrió la mayor parte de Europa Oriental, para asegurar la dictadura del proletariado y la seguridad de la URSS, ocupando Alemania Oriental, Hungría, Checoslovaquia, Bulgaria, Rumania y Polonia. En Yugoslavia y Albania, los partidarios comunistas habían liberado sus países sin la ayuda militar soviética, haciéndolos ser en gran parte independientes de la voluntad del PCUS.
Los gobiernos fueron formados por partidarios comunistas con la ayuda de la Unión Soviética. El rol que los comunistas jugaron en la derrota del fascismo ganó la compasión de sus ciudadanos. En algunos casos se realizaron fusiones entre los partidos comunistas y otros partidos, como en los casos del Partido Socialista Unificado de Alemania, el Partido de los Trabajadores Húngaros, el Partido de los Trabajadores Rumanos y el Partido Obrero Unificado Polaco. Las nuevas repúblicas comunistas tomaron la forma de Democracias Populares, que son una fase intermediaria en el progreso hacia el edificio del socialismo. Los partidos no comunistas fueron o prohibidos o nombrados como nuevos miembros (En Alemania Oriental se permitió la existencia de partidos no comunistas por ejemplo).
En 1955 se firmó el Pacto de Varsovia  como un acuerdo de cooperación entre las repúblicas socialistas del bloque este liderado por la Unión Soviética, con la exclusión de Yugoslavia. En agosto de 1961 la República Democrática de Alemania inició la construcción del muro de Berlín con la excusa de frenar las conspiraciones occidentales, aunque en realidad se pretendía evitar la huida masiva hacia el bando occidental.
En Polonia, tras la expulsión del ejército alemán por el ejército ruso en 1945 se constituyó un gobierno liderado por el Partido Obrero Unificado de Polonia y se creó un estado socialista rebautizado como República Popular de Polonia. En 1955 fue uno de los firmantes del Pacto de Varsovia y durante años sería un fiel aliado soviético. A fines de los años 1980 un movimiento de oposición al gobierno, encabezado por el sindicato obrero Solidarność logró poner en jaque el régimen comunista, apoyado por las potencias occidentales y la Iglesia Católica, que logró influir en el proceso de restauración de las libertades democráticas y el libre mercado en 1989.
Tras la ocupación del ejército soviético al finalizar la Segunda Guerra Mundial, Hungría adoptó en 1947 la denominación de República Popular de Hungría bajo el gobierno comunista del Partido de los Trabajadores Húngaros. En 1949 ingresó en el COMECOM y en 1955 firmó el Pacto de Varsovia. En 1956 se produjo una rebelión contra el gobierno comunista que provocó la intervención militar de la Unión Soviética y la posterior ejecución del primer ministro Imre Nagy. Tras sofocar la rebelión, se colocó en el gobierno al recién creado Partido Socialista Obrero Húngaro bajo la dirección del nuevo presidente János Kádár. A finales de los años ochenta Hungría promovió la disolución del Pacto de Varsovia y se abrió a la economía de mercado.
En Checoslovaquia, el Partido Comunista ganó las elecciones de 1946, y su líder Klement Gottwald se convirtió en el primer ministro. Sin embargo, en 1948 los soviéticos conspiraron para hacerse con el control del gobierno e instauraron un régimen estalinista que inició un periodo de represión, a pesar de mantener una aparente estructura democrática. En los años sesenta se inició la desestalinización del país que culminó en los sucesos de la Primavera de Praga de 1968, que propiciaron la reforma del régimen comunista liderada por Alexander Dubček. Dichas reformas provocaron la invasión de Checoslovaquia por el Pacto de Varsovia en 1968, restableciéndose en 1969 el control estricto del Partido Comunista bajo las órdenes de Moscú. A finales de los años ochenta se produjo la llamada Revolución de Terciopelo, movimiento pacífico que derrocó el régimen comunista, iniciándose la transición al capitalismo y el retorno de las libertades democráticas.

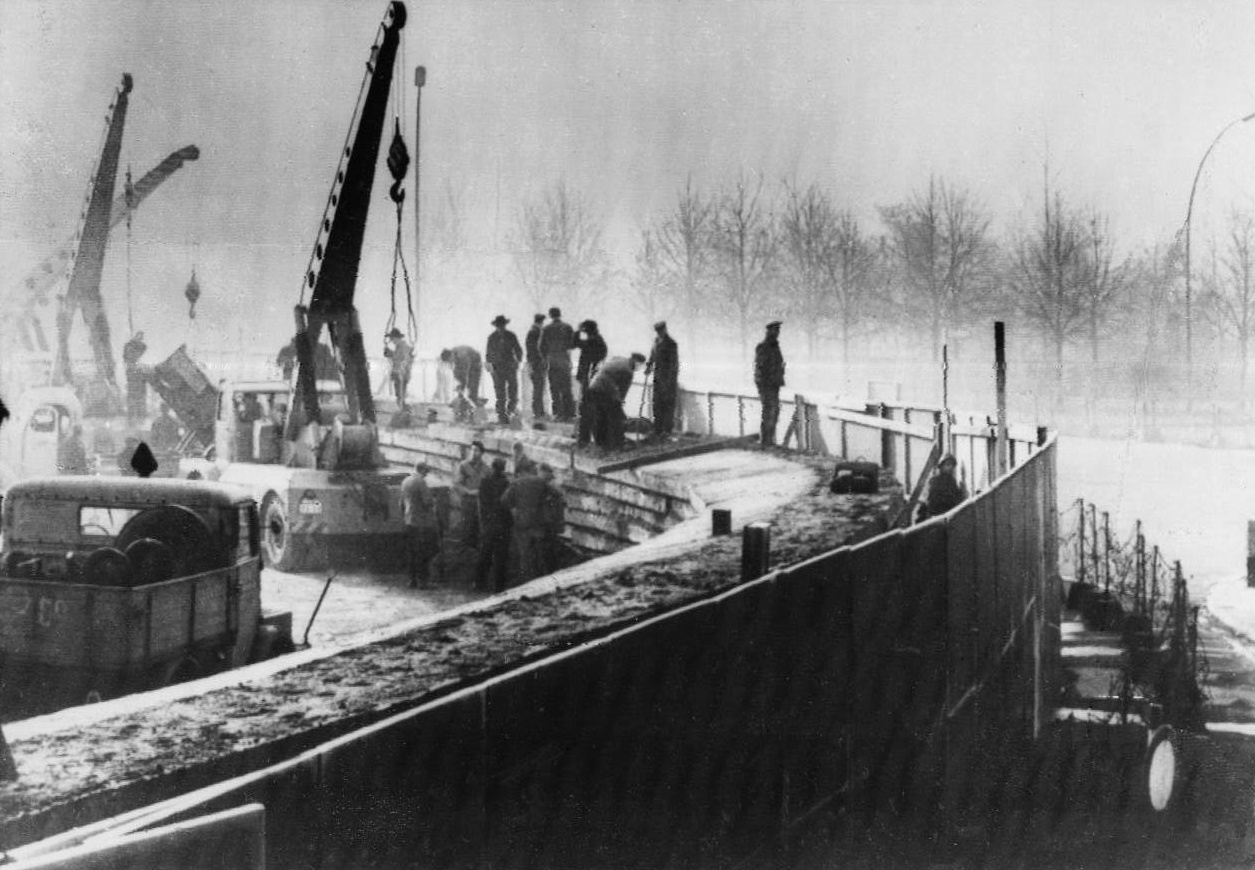
Trabajadores de la Alemania Oriental construyendo el muro de Berlín. 20 de noviembre de 1961.

El Partido Comunista Rumano accedió al poder en 1947 con la ayuda soviética creando la República Popular de Rumania bajo la presidencia de Constantin Ion Parhon. En 1958 tomó la presidencia Gheorghe Gheorghiu-Dej, que inició una etapa de cierta independencia de la Unión Soviética. En 1967, Nicolae Ceausescu asumió la presidencia del país. Ceausescu estableció una política de autarquía y de culto a su persona, distanciándose del Pacto de Varsovia. En 1989 estalló una revolución que derrocó a Ceausescu y se inició una transición hacia la democracia. Ceausescu fue juzgado y ejecutado el 25 de diciembre de 1989, día de Navidad.
La victoria del Ejército Rojo ante Alemania supuso que Bulgaria fuera ocupada por las tropas soviéticas en 1944. El Partido Comunista de Bulgaria accedió al poder bajo la influencia de Moscú y en 1946 se fundó la República Popular de Bulgaria. Hasta la disolución de la Unión Soviética, Bulgaria sería fiel miembro del Pacto de Varsovia, siendo un país satélite de la influencia soviética.
Después de la derrota del ejército alemán en 1945, se fundó la Répública Federal Democrática de Yugoslavia. Sin embargo, tras una guerra civil, en 1946 los partisanos de Josip Broz Tito alcanzaron el poder y aprobaron una nueva constitución pasando a llamarse República Federativa Socialista de Yugoslavia. Ya desde su acceso al poder, el gobierno comunista de Yugoslavia se mantuvo distante con la Unión Soviética conservando su independencia política y económica. Además, el Partido Comunista de Yugoslavia había sido muy crítico con la política de Stalin por lo que fue expulsado de la Internacional Comunista. Con esta situación de aislamiento el gobierno de Tito desarrolló medidas descentralizadoras, que posteriormente darían lugar al socialismo autogestionario, sistema económico que se engloba dentro de las experiencias del socialismo de mercado. En 1963 Tito fue nombrado Presidente Vitalicio y el país adoptó el nombre de República Federal Socialista de Yugoslavia. En 1974 se aprobó una nueva constitución que consagraba el carácter federal y socialista del país, otorgando más poder a las distintas repúblicas que lo formaban. Tras la muerte de Tito en 1980, se inició una etapa de tensión entre las repúblicas yugoslavas. A principios de los años noventa, coincidiendo con la caída del bloque comunista en Europa, se iniciaron las guerras yugoslavas que supondrían la disolución de la Yugoslavia socialista en distintas repúblicas independientes.
Tras el fin de la Segunda Guerra Mundial y el final de la ocupación alemana, Albania pasa a ser gobernada por un régimen controlado por los partisanos comunistas locales, dirigidos por Enver Hoxha y Koçi Xoxe, que asumieron el control de facto del país tras la retirada final de las tropas de la Wehrmacht en octubre de 1944, denominándose República Popular de Albania. Durante los años siguientes el país se distanció de su vecina Yusgoslavia y en 1955 se incorporó al Pacto de Varsovia. Tras la muerte de Stalin, Albania inició una época de distanciamiento de Moscú y de acercamiento a China. En 1978, China rompe las relaciones con Albania y suprime sus programas de ayuda financiera. Los años ochenta son un período de aislamiento político del país hasta que en 1992 se celebraron las primeras elecciones democráticas en cuarenta años.
Tras el derribo del muro de Berlín en 1989, los acontecimientos desencadenaron la disolución de la Unión Soviética y la caída del bloque comunista en Europa en 1991. La gran mayoría de los estados del Pacto de Varsovia adoptaron economías capitalistas y sistemas democráticos. Respecto a la URSS, se desintegró en 15 repúblicas independientes tras más de 70 años de comunismo.

### Comunismo en América durante la era de posguerra

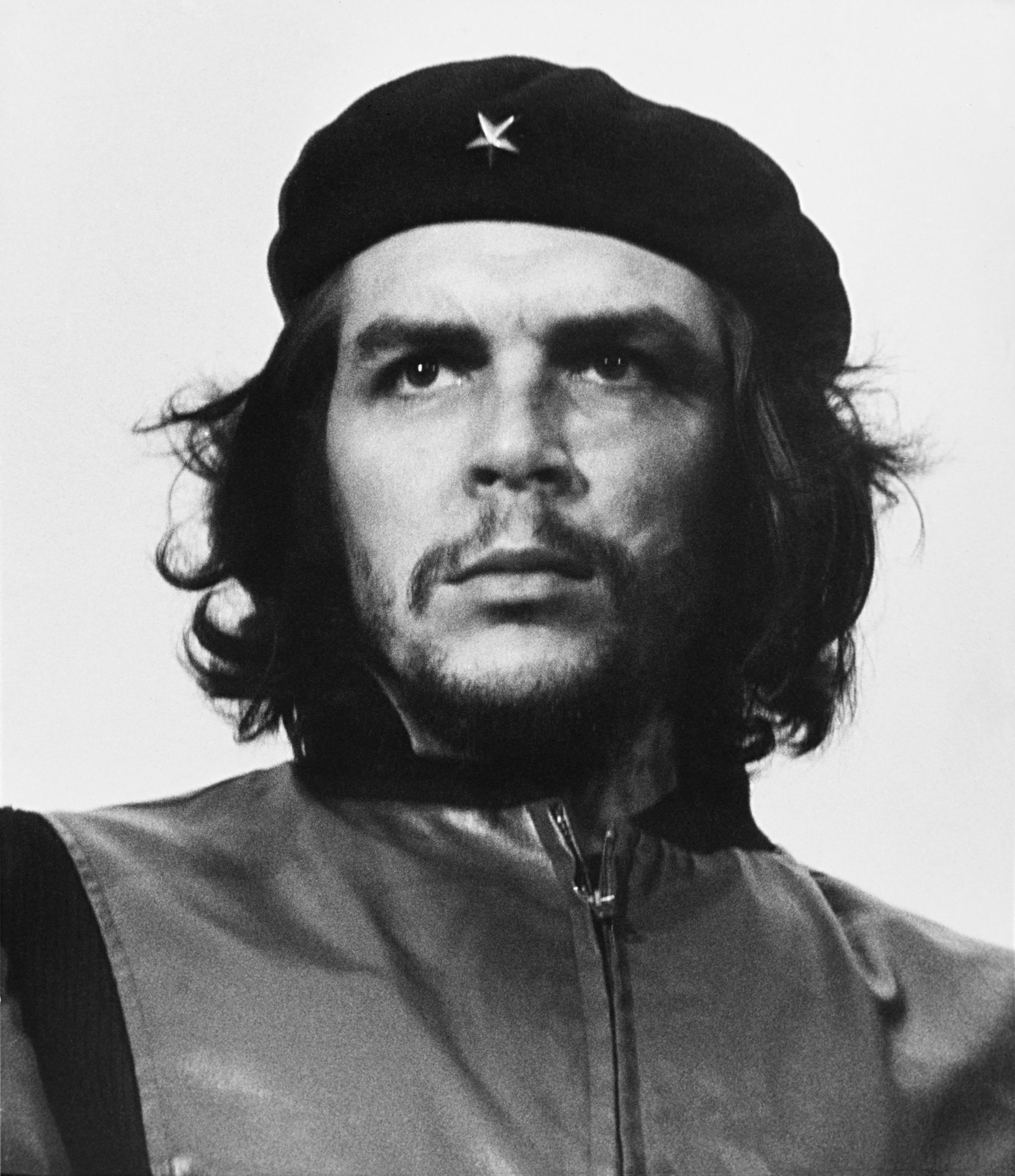
El Che Guevara, revolucionario argentino.

En América Latina el comunismo desarrolló numerosas corrientes dogmáticas durante la época de postguerra que le otogaron una peculiaridad propia. El espíritu revolucionario se impregnó con fuerza en un continente caracterizado por profundas desigualdades sociales, y amplió sus bases teóricas con aportaciones como la Teología de la liberación. Sin embargo, a pesar de contar con muchos seguidores por todo el continente, este sistema sólo logró establecerse en la isla de Cuba, si bien hubo experiencias socialistas en otros países como México o Nicaragua. En Cuba, el movimiento revolucionario derrocó al dictador Fulgencio Batista en 1959 y se instauró un régimen izquierdista que eliminó la gran y mediana propiedad privada e inició un proceso de expropiaciones y nacionalizaciones, así como una importante reforma agraria. Además, surgieron movimientos revolucionarios en numerosos países inspirados en la Revolución cubana, como en Colombia, donde ya actuaban varios grupos guerrilleros comunistas como las FARC o el ELN, o en Venezuela, donde el Partido Comunista creó las Fuerzas Armadas de Liberación Nacional. En El Salvador, una escisión del Partido Comunista Salvadoreño creó las Fuerzas Populares de Liberación Farabundo Martí que tuvieron un papel destacado en la guerra civil que afectó a este país de 1980 a 1992. También surgieron grupos guerrilleros de menor transcendencia en países como Bolivia, Brasil o Uruguay. En Chile el comunismo fue prohibido por la llamada Ley Maldita en 1948. En América del norte el comunismo fue duramente reprimido. En Estados Unidos hubo una persecución gubernamental durante décadas que relegó a los comunistas a la marginalidad, si bien el CPUSA nunca fue declarado ilegal.

### Comunismo en Asia durante la era de posguerra
En 1949 finalizó en China la guerra civil con la victoria del Ejército Popular de Liberación, que era la rama militar del Partido Comunista de China liderado por Mao Zedong. La victoria comunista supuso el establecimiento de un nuevo régimen controlado por el partido y el gran país pasó a llamarse República Popular China. El nuevo gobierno comunista emprendió reformas económicas centradas en el sector agrario, pues la clase campesina consituía la mayoría de la población y había sido el motor de la revolución. Esta visión del campesinado como eje del sistema es una de las aportaciones de Mao Zedong  al pensamiento comunista y diferenciaba el sistema chino respecto al modelo soviético, que en aquellos momentos era el referente. La teoría desarrollada por Mao Zedong es conocida como Maoísmo y posteriormente fue acogida por muchos comunistas de Asia.
En 1950, en el contexto de la guerra fría, se inició la guerra de Corea que enfrentó al régimen comunista del norte y al gobierno de Corea del Sur. Los comunistas del norte, apoyados por la República Popular China, iniciaron una ofensiva con la pretensión de unificar toda la península bajo un único régimen. El sur, amparado por Naciones Unidas y apoyado militarmente por Estados Unidos, tuvo serios problemas para detener las fuerzas comunistas, que llegaron a controlar el 90% del país, con lo que la intervención americana resultó determinante para evitar la victoria comunista. El 1953 se firmó la paz que actualmente divide la península por el paralelo 38.
Conflicto similar ocurrió en Vietnam, donde los comunistas del Vietcong, que ya habían luchado contra franceses y japoneses años atrás, se disponían, junto al Frente Nacional de Liberación de Vietnam liderado por Hồ Chí Minh, a derrocar al gobierno de Vietnam del sur y unificar todo el país bajo el socialismo. El débil gobierno del sur, fue apoyado nuevamente por Estados Unidos, que se involucró cada vez más en el conflicto conocido como la guerra de Vietnam. La imposibilidad de derrotar a las fuerzas comunistas alargaron el desplieque estadounidense hasta 1973, año en que se firmó el acuerdo de paz. Tras la retirada del ejército estadounidense, las fuerzas comunistas del norte avanzaron hasta Saigón y el país se unificó bajó la República Socialista de Vietnam. La victoria norvietnamita facilitó el acceso al poder de los comunistas en Laos, que dirigidos por el Pathet Lao fundaron la República Popular de Laos en 1975.
En 1974 se produjo un golpe militar en Birmania encabezado por el general Ne Win que aprobó una nueva constitución que deifinia el país como una República Socialista. Se creó un sistema monopartido y se nacionalizaron las principales industrias. A finales de los años ochenta el régimen empezó a abrirse a la economía de mercado aceptando inversiones extranjeras pero manteniendo la estructura dictatorial del sistema bajo la dirección de la Junta Militar.
En Camboya, los Jemeres Rojos liderados por Pol Pot tomaron la capital en 1975 e instauraron una dictadura marxista de carácter agrario. El país pasó a llamarse Kampuchea Democrática convirtiéndose en un régimen totalitario que practicó matanzas y usó campos de trabajos forzados. El régimen fue derrocado en 1979 tras la invasión de Vietnam que puso fin al gobierno de Pol Pot e instauró en el poder al Partido Popular de Kampuchea, aliado de Vietnam. A partir de 1989 se comenzó a aplicar un programa de liberalización económica, que puso fin a la colectivización de la agricultura.
En Malasia, las fuerzas dirigidas por el Partido Comunista de Malasia tuvieron un papel destacado en la guerra por la independencia del Reino Unido que duró de 1948 hasta 1960. Al finalizar la guerra los comunistas no pudieron tomar el poder tras ser derrotados por el nuevo gobierno apoyado por Estados Unidos.
En Mongolia los comunistas del Partido Revolucionario del Pueblo Mongol ya gobernaban desde 1924 con el apoyo de la Unión Soviética, aunque la región era considerada una provincia más de China. Cuando los comunistas chinos fundaron la República Popular de China, reconocieron la independencia de Mongolia como Estado a petición de Stalin. Hasta la caída de la URSS, Mongolia fue un país satélite de la Unión Soviética, manteniendo relaciones distantes con la China comunista. En 1990 los comunistas aprobaron una nueva constitución con reformas neoliberales.
Tras la independencia de Indonesia de los Países Bajos, el Partido Comunista de Indonesia (PKI) mantuvo un enfrentamiento armado con el ejército por el control del país. Sin embargo, los militares apoyados por los Estados Unidos, tomarían el poder tras el golpe de Estado de 1965, iniciándose una campaña de represión anticomunista.

## El Comunismo después de la caída del Muro de Berlín
Después de la caída de los estados socialistas del Bloque Oriental, el movimiento comunista mundial posiblemente fue debilitado. Sin embargo, el movimiento político del comunismo sobrevivió la caída de la Unión Soviética y del Bloque Oriental.
De los cinco estados socialistas restantes, China, Vietnam, y Laos se han movido hacia economías de mercado, pero sin la privatización principal del sector estatal, fenómenos conocidos como Socialismo con características chinas y Đổi mới en el caso vietnamita. Cuba recientemente ha surgido de la crisis provocada por la caída de la Unión Soviética (Conocida como Periodo especial) debido al crecimiento en su volumen de comercio con sus nuevos aliados Venezuela y China. Corea del Norte, con su ideología Juche, ha tenido menos éxito que sus colegas al enfrentarse con el derrumbamiento del bloque soviético, aunque no existan signos del gobierno norcoreano que manifiesten una inestabilidad particular.
En Mongolia, el Partido Revolucionario del Pueblo Mongol (PRPM) tuvo que formar una coalición con otro partido, pero en 2006 volvió a gobernar de forma absoluta, ahora bajo la bandera socialdemócrata.
En Mozambique aún gobierna el FRELIMO, el partido revolucionario.
En Moldavia, el partido comunista local ganó el 2001 y 2005 las elecciones parlamentarias, aunque este partido comunista en particular no haya hecho nada radicalmente diferente que el gobierno capitalista que lo precedió. El Partido Comunista de la India es un compañero de coalición clave del Partido del Congreso dirigente y está en el poder en estados como Bengala Occidental, Kerala y Thripura y hay muchos otros partidos comunistas significativos en aquel país. En Ucrania y Rusia, los comunistas salieron segundos en las elecciones de los años 2002 y 2003, respectivamente. En República Checa, el Partido Comunista salió tercero en las elecciones de 2002, al igual que el Partido Comunista de Portugal en 2005. También en 2005, el Partido Comunista de las Tierras Vascas obtuvo 9 escaños en el Parlamento Vasco, pero en 2008 fue ilegalizado por la justicia española por su vinculación a la organización armada ETA, de ideología marxista, que en 2011 cesó definitivamente su actividad armada. En Venezuela, el Partido Comunista estuvo estrechamente alineado con los gobiernos de Hugo Chávez y Nicolás Maduro.